# Hullabaluza Festival
Le Festival Hullabaluza est un festival français de musique et arts de rue fondé en 2008 qui a lieu au début de l'été au sein du parc du Héron de la ville de Villeneuve-d'Ascq (Nord), en France. 
Sa première édition, originellement prévue dans la commune de Pérenchies, a connu un changement de lieu et une réorganisation totale lors des 15 jours précédant le festival, à la suite d'un changement d'avis et d'un désistement de dernière minute de la part de la municipalité.
Récupéré et accueilli in extremis par la Ville de Villeneuve d'Ascq, la première édition du festival connut malgré tout un certain succès public et proposa aux 1 800 festivaliers du reggae mêlé de chanson française, de ska et des représentations d'Arts de rue.
À la suite de la première édition, l'association organisatrice (Flanbi) ayant montré ses limites, une nouvelle association (Guerrill'Art) fut créée par l'équipe ayant survécu à la première édition, afin de prendre la suite du projet.  
La programmation musicale s'ouvrit aux musiques du monde, et le festival adopta un message écocitoyen, devenant ainsi un « éco-festival », l'un des tout premiers en France, le premier en région Nord-pas-de-Calais[réf. nécessaire].
Préparée en collaboration avec  les services de la Ville, la seconde édition du Festival fut victime d'un manque quasi-total de soutien de la part des financeurs publics, ainsi que de la concurrence directe du « Main Square Festival » (subventionné cette année-là...), et ne rassembla que près d'un millier de personnes.
Passablement usée par tous ces rebondissements successifs, par de nombreux autres problèmes, et par le manque de soutien réel de la part des institutions publiques, l'équipe décida en mars 2010 de mettre un point d'orgue à l'aventure et arrêta la préparation de la 3e édition. 

## Les deux éditions

### 4 et 5 juillet2008
Kana - Lyricson - Broussai - PPFC - Black Thunder - As de Trêfle - Siméo - Princes Chameaux - Au fil de l'eau - Kayans - Manao - Positive Roots Band - Gwarana - Shaka Milo - Stichoc crew - Les Moignons Nerveux - Olivier Marais - Fanfare des Poilus - Mr Aya - Papasound - Utopians - Falak - Donkey Jaw Bones - Monsieur Melon - etc.

### 4 et 5 juillet 2009
Java - Takana Zion - Sounds of Atlas - Afro Wild Zombies - Jean-Paul Groove - Shabaaz (artiste découverte) - Cactus in Love - Les Charlatans - Les Amis de la ruche - Kana feat Black Thunder (collaboration originale pour le festival) - Electro Bamako - Arts de rue du Cabaret Vert - etc. Village associatif et éco-citoyen.